# Hugh de Cressingham
Pour les articles homonymes, voir Cressingham.
Hugh de Cressingham (mort le 11 septembre 1297) fut le trésorier de l'administration anglaise en Écosse de 1296 à 1297. 
Haï par les Écossais, il semble qu'il était également méprisé par les Anglais. Conseiller du comte de Surrey John de Warenne lors de la bataille du pont de Stirling le 11 septembre 1297, il est tué par les Écossais menés par William Wallace alors qu'il lance une attaque prématurée qui se solde par la défaite des Anglais. Wallace aurait fait écorcher sa peau après la bataille.
Gerard McSorley interprète son rôle dans le film Braveheart (1995) pendant la bataille de Stirling lors de laquelle il est décapité par Wallace.